# Monheim am Rhein
Monheim am Rhein – miasto w Niemczech, w kraju związkowym Nadrenia Północna-Westfalia, w rejencji Düsseldorf, w powiecie Mettmann, leży na prawym brzegu Renu.

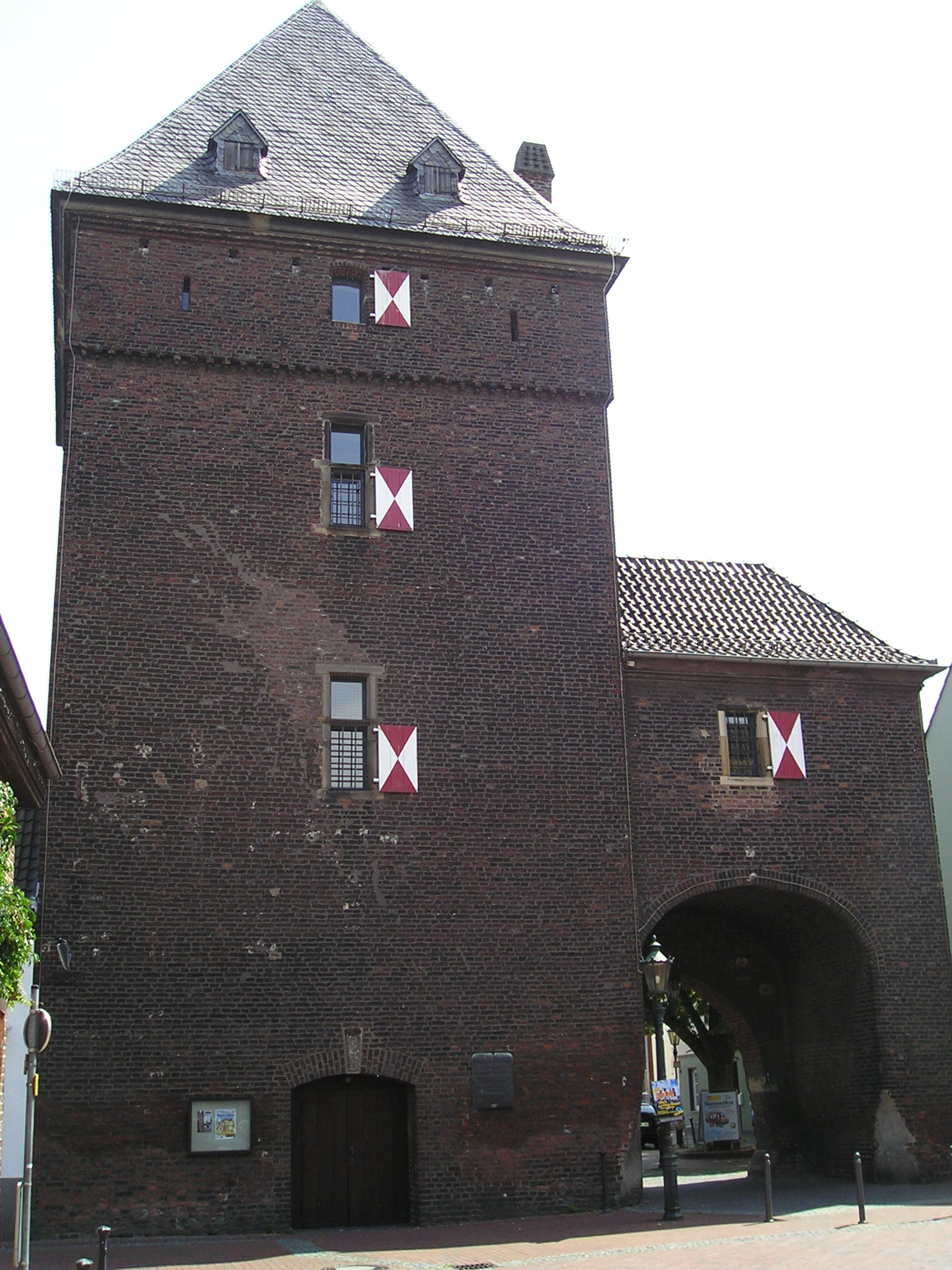
Wieża Schelmenturm

Monheim am Rhein graniczy: od północy z Düsseldorfem, od wschodu z Langenfeld (Rheinland) (powiat Mettmann), od południa z Leverkusen i Kolonią od południowego wschodu oraz od zachodu z Dormagen (Rhein-Kreis Neuss).

## Współpraca
Miejscowości partnerskie:
- Bourg-la-Reine, Francja
- Delitzsch, Saksonia
- Malbork, Polska
- Tirat Karmel, Izrael
- Wiener Neustadt, Austria